# Western Area Rural
Het district Western Area Rural is gelegen in de provincie Western in Sierra Leone. Het Western Area Peninsular National Park beslaat het grootste deel van het district.